# Urolophus aurantiacus
Urolophus aurantiacus é uma espécie de peixe da família Urolophidae.
Pode ser encontrada nos seguintes países: Japão, Taiwan, Vietname, possivelmente Coreia do Norte e possivelmente em Coreia do Sul.
Está ameaçada por perda de habitat.